# Provincia di Ogooué-Maritime
La provincia di Ogooué-Maritime è una delle 9 province del Gabon. 	
La provincia è situata nella parte occidentale del paese e confina a nord con la provincia di Estuaire, a nord-est con la provincia di Moyen-Ogooué, a sud-est con la provincia di Ngounié, a sud con quella di Nyanga e a ovest si affaccia sull'Oceano Atlantico.